# Antonio Staglianò
Antonio Staglianò (Isola di Capo Rizzuto, 14 giugno 1959) è un vescovo cattolico italiano, dal 6 agosto 2022 presidente della Pontificia accademia di teologia e vescovo emerito di Noto e dal novembre 2024 rettore della basilica di Santa Maria in Montesanto.

## Biografia
È nato a Isola di Capo Rizzuto, allora in provincia di Catanzaro e diocesi di Crotone, il 14 giugno 1959.

### Formazione e ministero sacerdotale
Ha frequentato le scuole medie al seminario di Crotone e il liceo "Tommaso Campanella" di Reggio Calabria. Ha proseguito la sua formazione teologico-spirituale come ospite dell'arcidiocesi di Milano presso il seminario di Saronno per il biennio filosofico 1977-1979 e a Venegono Inferiore per il triennio teologico 1979-1982.
Il 20 ottobre 1984 è stato ordinato presbitero dall'arcivescovo Giuseppe Agostino e incardinato nella diocesi di Crotone.
È stato alunno del Pontificio seminario lombardo dal 1982 al 1986, anno in cui ha ottenuto, alla Pontificia Università Gregoriana, il dottorato in Teologia fondamentale. Ha quindi seguito corsi di specializzazione in Germania e si è laureato in filosofia presso l'Università della Calabria nel 1995.
Ha svolto i seguenti ministeri e incarichi:
- dal 1986: assistente diocesano della FUCI;
- 1986 - 1990: vicario parrocchiale in San Dionigi a Crotone, canonico della chiesa cattedrale di Crotone;
- 1989-1995: membro del consiglio nazionale dell'Associazione Teologica Italiana;
- 1990-1993: vicario parrocchiale in Santa Rita a Crotone;
- 1991-1998: assistente spirituale dell'Ordo Virginum;
- dal 1994: membro del consiglio presbiterale, direttore diocesano degli uffici catechistico, cultura, scuola e pastorale della scuola;
- 1994-2002: professore invitato nei corsi di specializzazione di Teologia fondamentale alla Pontificia Università Gregoriana;
- dal 1997: teologo consulente del Servizio nazionale della Conferenza Episcopale Italiana per il progetto culturale;
- dal 1998 è giornalista pubblicista;
- dal 1999 parroco in solido in Le Castella;
- dal 2007 vicario episcopale per la cultura; ordinario di Teologia sistematica all'Istituto Teologico Calabro aggregato alla Pontificia facoltà teologica dell'Italia meridionale, di cui è stato direttore per due mandati; direttore per dieci anni della Rivista di Scienze teologiche Vivarium.

È stato nominato da papa Benedetto XVI adiutor secretarii specialis alla XI assemblea generale ordinaria del Sinodo dei vescovi (tenutasi a Roma dal 2 al 23 ottobre 2005) sul tema: «L'Eucaristia: fonte e culmine della vita e della missione della Chiesa». Il Consiglio episcopale permanente della Conferenza Episcopale Italiana lo ha eletto poi membro della Commissione episcopale per la cultura e le comunicazioni sociali; è stato inoltre membro ad sexennium del Consiglio internazionale per la catechesi (COINCAT), organismo consultivo della Congregazione per il clero.

### Ministero episcopale
Il 22 gennaio 2009 papa Benedetto XVI lo ha nominato vescovo di Noto; è succeduto a Mariano Crociata, precedentemente nominato segretario generale della Conferenza Episcopale Italiana. Il 19 marzo seguente ha ricevuto l'ordinazione episcopale, nel PalaMilone a Crotone, dal cardinale Camillo Ruini, co-consacranti l'arcivescovo Domenico Graziani, il vescovo Mariano Crociata e gli arcivescovi Paolo Romeo e Vittorio Luigi Mondello. Il 2 aprile ha preso possesso della diocesi di Noto.

Mons. Staglianò (quinto vescovo da sinistra) a fianco del suo successore (mons. Rumeo, col pastorale) alla cattedra di Noto il 18 marzo 2023, giorno della consacrazione episcopale di quest'ultimo

Il 6 agosto 2022 papa Francesco lo ha nominato presidente della Pontificia accademia di teologia con decorrenza dal 1º settembre successivo; succede all'arcivescovo Ignazio Sanna. Contestualmente lo stesso papa lo ha nominato amministratore apostolico della diocesi di Noto; ha mantenuto l'incarico fino all'ingresso del successore Salvatore Rumeo, che è avvenuto il 18 marzo 2023.
Il 23 settembre 2024 papa Francesco lo ha nominato consultore per il Dicastero per la dottrina della fede. Nel novembre dello stesso anno l'arcivescovo Baldassare Reina, vicario generale per la diocesi di Roma, lo ha nominato rettore della basilica di Santa Maria in Montesanto.

## Posizioni
Promotore della pop theology, sostiene che le vette del pensiero teologico debbano essere espresse in un linguaggio moderno, semplice e accessibile a tutti.

## Onorificenze e riconoscimenti
- Premio Cassiodoro il Grande, conferito a Modena il 12 ottobre 2024, insieme all'arcivescovo Erio Castellucci.[11]

## Opere
- Monografie scientifiche (filosofico-teologiche e teologico-pastorali)
- La Teologia secondo Rosmini, Morcelliana, 1988.
- La Teologia «che serve», SEI, 1996.
- La Mente Umana alla prova di Dio, EDB, 1996.
- Il Mistero del Dio Vivente, EDB, 2002.
- Vangelo e comunicazione, EDB, 2002.
- Pensare la fede, Città Nuova, 2004.
- Su due ali, Lateran University Press, 2005.
- Teologia e spiritualità, Ed. Studium Roma, 2006.
- Cristianesimo da esercitare, Ed. Studium Roma, 2007.
- Ecce Homo, Cantagalli, 2008.
- Intagliatori di sicomoro, Rubbettino, 2009.
- Madre di Dio, San Paolo, 2010.
- Una speranza per l'Italia, Ed. Paoline, 2011.
- L'Abate calabrese, LEV, 2013.
- La Cattedrale di Noto e la sua bellezza difficile, Ed. Santocono, 2015.
- Credo negli esseri umani, Rubbettino 2016.
- Maria di Nazareth da conoscere e amare. Teologia, devozione, poetica, omiletica (a cura di Don Ignazio Petriglieri), LEV 2016.
- Pop-Theology. Autocritica del Cattolicesimo convenzionale per un Cristianesimo umano, Rubbettino 2018.
- Chiesa e giovani. Più fuori che dentro, ElleDiCi, 2018.
- Oltre il cattolicesimo convenzionale. L'umanità di Gesù, verità, senso, libertà per tutti, Il pozzo di Giacobbe, Trapani 2019.
- @Epistole. Oltre il solipsismo per generare e custodire nuova umanità, Santocono, Rosolini 2019.

## Genealogia episcopale e successione apostolica
La genealogia episcopale è:
- Cardinale Scipione Rebiba
- Cardinale Giulio Antonio Santori
- Cardinale Girolamo Bernerio, O.P.
- Arcivescovo Galeazzo Sanvitale
- Cardinale Ludovico Ludovisi
- Cardinale Luigi Caetani
- Cardinale Ulderico Carpegna
- Cardinale Paluzzo Paluzzi Altieri degli Albertoni
- Papa Benedetto XIII
- Papa Benedetto XIV
- Papa Clemente XIII
- Cardinale Bernardino Giraud
- Cardinale Alessandro Mattei
- Cardinale Pietro Francesco Galleffi
- Cardinale Giacomo Filippo Fransoni
- Cardinale Carlo Sacconi
- Cardinale Edward Henry Howard
- Cardinale Mariano Rampolla del Tindaro
- Cardinale Gennaro Granito Pignatelli di Belmonte
- Cardinale Pietro Boetto, S.I.
- Cardinale Giuseppe Siri
- Cardinale Giacomo Lercaro
- Vescovo Gilberto Baroni
- Cardinale Camillo Ruini
- Vescovo Antonio Staglianò

La successione apostolica è:
- Vescovo Rosario Gisana (2014)
- Arcivescovo Antonio Giuseppe Caiazzo (2016)
- Vescovo Angelo Giurdanella (2022)